# Hymenaea protera
Espèce
Hymenaea protera est une espèce éteinte de plantes à fleurs de la famille des Fabaceae. C'est un arbre préhistorique. La plupart des ambres néotropicaux proviennent de sa résine fossilisée, notamment le fameux ambre dominicain.

## Description

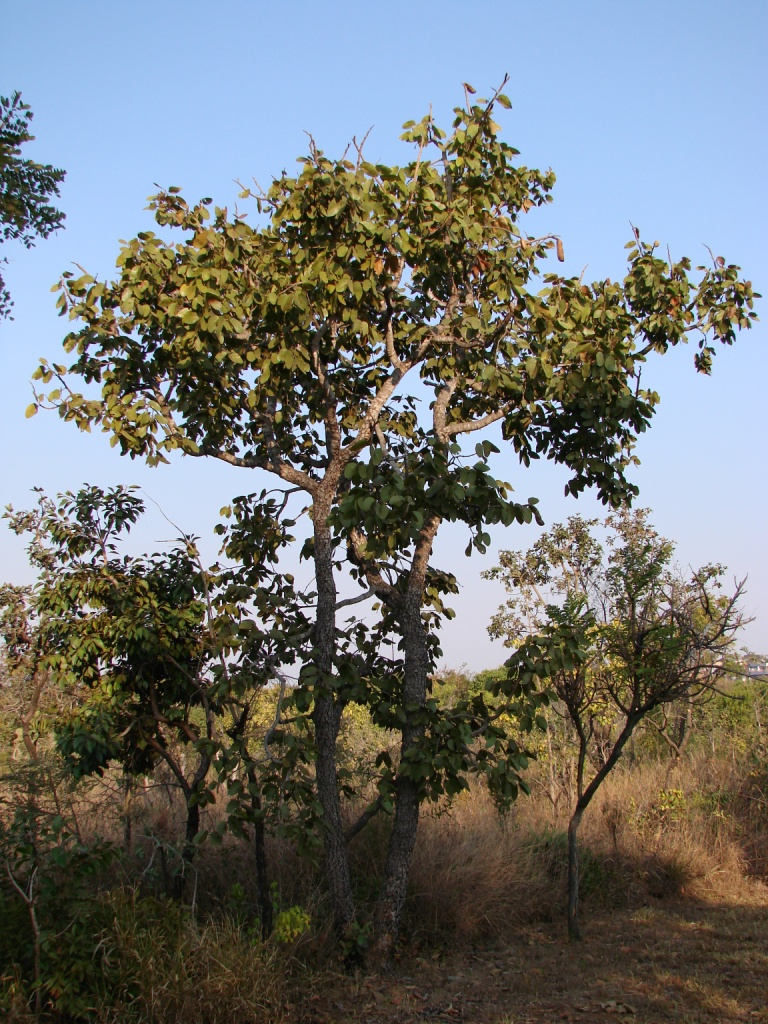
Hymenaea stigonocarpa, une espèce actuelle.

H. protera poussait jadis sur une large étendue depuis le sud de l'actuel Mexique jusqu'aux proto-Grandes Antilles, dans le nord de l'Amérique du Sud et sur le continent africain. Les études morphologiques et génétiques ont révélé que cette espèce était plus proche de la seule espèce du genre Hymenaea vivant encore en Afrique de l'Est que de celles, beaucoup plus nombreuses, qui vivent aux Amériques.

## Datation en République dominicaine

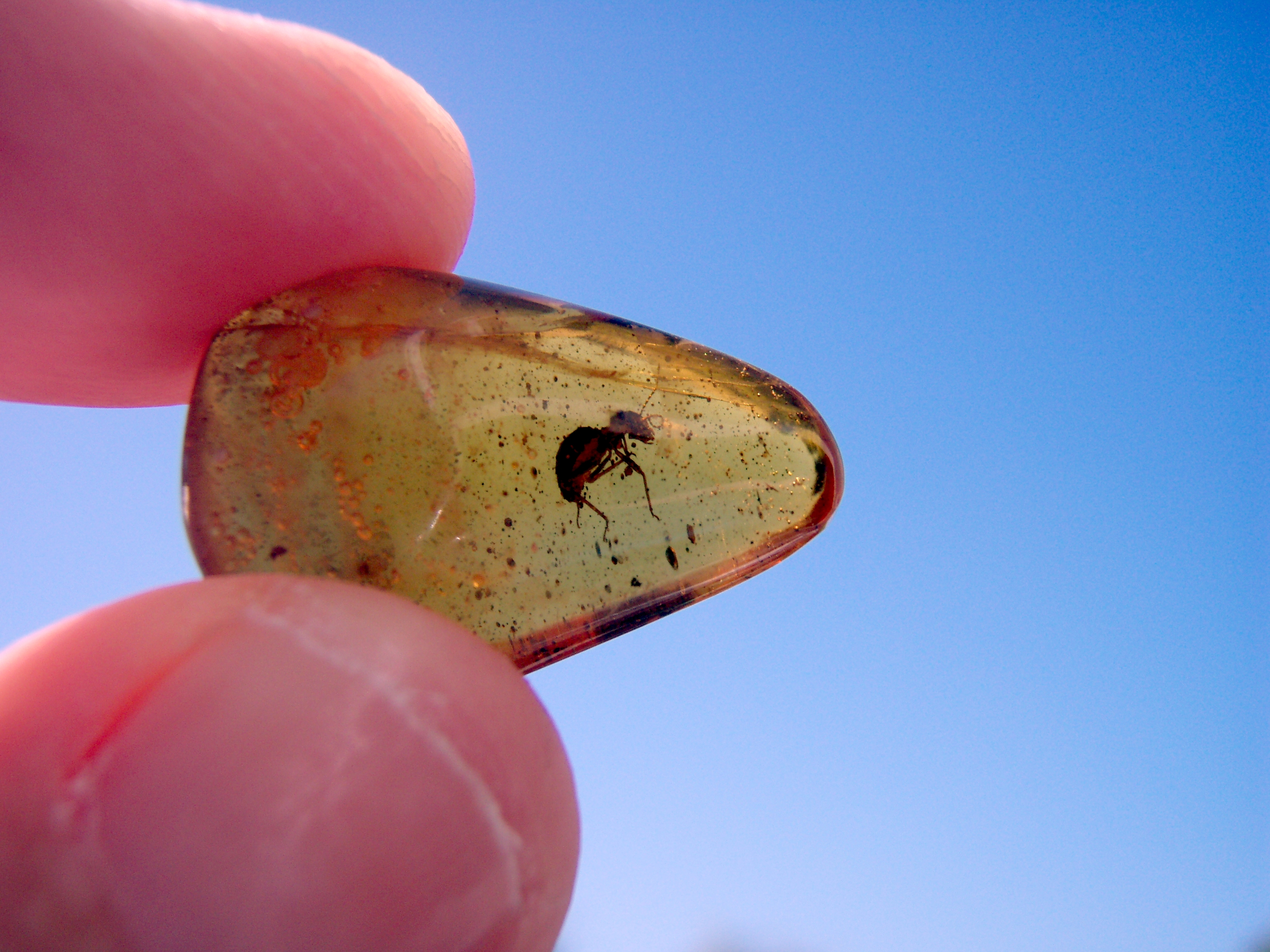
Fragment d'ambre domicain contenant un termite.

En 1993, de l'ADN vieux de 40 et 35 millions d'années a été extrait d'un chloroplaste d'une feuille d’H. protera  conservée dans l'ambre de la mine de La Toca, en République dominicaine. Des datations plus récentes de cet ambre (2007) indiquent un âge sensiblement plus récent, entre 20,4 et 13,8 Ma (millions d'années), soit  du Miocène inférieur à moyen (étages Burdigalien et Langhien).